# Chaetogaster cristallinus
Chaetogaster cristallinus är en ringmaskart som beskrevs av Vejdovsky 1883. Chaetogaster cristallinus ingår i släktet Chaetogaster, och familjen Naididae. Arten är reproducerande i Sverige.